# Vələver
Vələver è un comune dell'Azerbaigian situato nel distretto di Ordubad.